# Спасское сельское поселение (Воронежская область)
Спасское сельское поселение — муниципальное образование в Верхнехавском районе Воронежской области.
Административный центр — поселок Вишневка.

## Административное деление
В состав поселения входят:
- посёлок Вишневка,
- посёлок Виноградовка,
- село Грушино,
- посёлок Малиновка,
- посёлок Нескучное,
- посёлок НИИОХ,
- село Спасское,
- посёлок Троицкий.